# Onderwijs in Tsjechië
De inrichting van het onderwijs in Tsjechië bestaat uit verschillende scholen voor de diverse leeftijden: de kleuterschool, de basisschool, de middelbare school en het hoger onderwijs.
In de grondwet van Tsjechië staat dat iedereen recht heeft op gratis onderwijs, zelfs op gratis hoger onderwijs. Daardoor volgen veel Tsjechen, zeker de minder vermogenden, hoger onderwijs in eigen land, aangezien in andere landen wel zou moeten worden betaald voor de studie.
Sinds 1990 is de oprichting van particuliere scholen mogelijk. Privéscholen ontvangen een overheidsbijdrage voor lopende kosten, mogen collegegeld in rekening brengen en zijn dus niet gratis.

## Kleuterschool
Een kleuterschool (mateřská škola) is voor kinderen van 3 tot 6 jaar oud. Dit onderwijs is niet verplicht, maar toch gaan veel Tsjechische kinderen erheen. Het is vooral gericht op simpele dingen die nuttig zijn in het dagelijks leven zoals het leren van sociale gewoonten. Daarnaast kunnen de kinderen er ook spelen en plezier hebben.

## Basisschool
De basisschool (základní škola) duurt langer dan men gewend is in Nederland. Kinderen in de leeftijdsklasse van 6 tot 15 jaar komen hier en het onderwijs duurt negen jaar. Vanuit de kleuterschool krijgen kinderen nog wel een advies, maar dit is niet bindend en de keuze van de basisschool is vrij.
Meestal gaan kinderen naar een reguliere basisschool met een duur van negen jaar die is verdeeld in twee fasen: een onder- en een bovenbouw, waarbij de onderbouw de klassen 1 tot en met 5 omvat en de bovenbouw de klassen 6 tot en met 9. Leerlingen kunnen op verschillende momenten de basisschool verlaten voor een gymnázium indien het toelatingsexamen is behaald dat door de school is vastgesteld. Wordt aan het einde van de onderbouw (het vijfde jaar) de basisschool verlaten, dan volgt nog acht jaar gymnázium, aan het einde van het zevende jaar een zesjarig gymnázium en aan het einde van de bovenbouw (het negende jaar) een vierjarig gymnázium. Daarnaast kunnen leerlingen ervoor kiezen om een conservatorium bij te wonen, bijvoorbeeld een achtjarig dansconservatorium. Sommige leerlingen met een handicap worden geplaatst in speciale scholen om aan hun behoeften tegemoet te komen. Al deze verschillende soorten scholen bieden leerlingen basisonderwijs dat hen in staat stelt door te gaan met het volgen van een hogere opleiding op secundair en universitair niveau.
Na voltooiing van het primair en lager voortgezet onderwijs (basisschool) hebben de leerlingen het niveau van het základní vzdělání (lager onderwijs) bereikt. Er wordt een Vysvědčení (eindrapport) verleend, maar dit is geen diploma.
Leerlingen worden beoordeeld op basis van schriftelijke en mondelinge prestaties (en huiswerk) en hun cijfers zijn op een schaal van 1 tot 5, waarbij 1 het hoogst haalbare is en 5 het laagst haalbare.

## Middelbare school
Hoger secundair onderwijs (de middelbare school) kan zowel algemeen als beroepsgericht zijn, is over het algemeen vier jaar lang (klas 10 tot en met 13) en wordt niet als verplicht beschouwd. Op dit niveau komt beroepsonderwijs veel vaker voor dan het algemeen voortgezet onderwijs (gymnázium). Studenten die afstuderen met een beroepscertificaat gaan vaak niet door in het klassieke onderwijssysteem en kiezen in plaats daarvan meteen voor een carrière in een beroep in de door hen gekozen studierichting.
Er zijn drie belangrijke soorten van de middelbare scholen in Tsjechië: algemeen secundair onderwijs (gymnázium), secundaire technische school (střední Odborná škola, SOS) en middelbaar beroepsonderwijs (střední odborné učiliště, SOU).

### Gymnázium
Gymnáziums zijn scholen die zijn gericht op een specifiek studiegebied. Een studie aan een gymnázium kan vier, zes of acht jaar duren, afhankelijk van wanneer de student is begonnen met de opleiding. In de praktijk volgen de meeste leerlingen het vierjarige gymnázium. Het zes- en achtjarige traject is bedoeld voor begaafde kinderen.
Een gymnázium biedt een algemene, academische opleiding. Het belangrijkste doel is om studenten voor te bereiden op universitaire studies.
Er wordt in vier of vijf vakken eindexamen gedaan waarbij Tsjechisch en een vreemde taal verplicht zijn. Leerlingen volgen meestal alle vakken in alle jaren en kiezen dan in welke vakken eindexamen wordt gedaan. Na geslaagd te zijn voor het eindexamen krijgen studenten het Vysvědčení o maturitní zkoušce (eindexamen-certificaat). Dit diploma heet ook wel Maturita.

### Middelbaar beroepsonderwijs (Střední vzdělání)
Een leerling die tijdens de basisschool niet naar een gymnázium is overgestapt en dus de volledige basisschool heeft afgerond, kan naar een secundaire technische school of naar het gewoon middelbaar beroepsonderwijs. Deze opleidingen duren twee tot vier jaar.

##### Secundaire technische school
Een secundaire technische school zorgt meestal voor een volledig middelbaar beroepsopleiding, duurt vier jaar en wordt afgesloten met een eindexamen (maturita). De school bereidt studenten voor op technisch werk en na voltooiing wordt een algemene of een technische beroepskwalificatie verleend.

##### Middelbaar beroepsonderwijs
Het middelbaar beroepsonderwijs kan twee tot vier jaar duren en wordt gegeven op scholen waar een gedeelte van de lesstof bestaat uit algemeen vormende vakken en een deel uit beroepsvakken. Studenten doen eindexamen in twee algemeen vormende vakken en drie praktijkvakken (praktijk en theorie). Na deze school gaan studenten vaak meteen de arbeidsmarkt op. Een groot aantal leerlingen stroomt door naar het hoger onderwijs, niet naar de universiteit maar naar meer beroepsgerichte hogescholen.

## Hoger onderwijs
Het hoger onderwijs wordt gegeven aan Vysoké školy. Volgens de wet mogen hoger onderwijsinstellingen zowel academisch als hoger beroepsgericht onderwijs verzorgen. Dit vindt plaats aan de univerzita, akademie, institut of college.
De universiteiten verzorgen studieprogramma’s op bachelor, master en doctoraal niveau. De hogescholen verzorgen voornamelijk opleidingen voor het behalen van de graad van bachelor, maar soms worden opleidingen voor het behalen van de graad van master aangeboden.

### Universiteiten
De meeste universiteiten bieden bachelor-, master- en ingenieursopleidingen aan.
Een bacheloropleiding is meestal een driejarige studie, waarin studenten elementair onderzoek doen in zeer gespecialiseerde gebieden. Studenten kunnen na deze drie jaar hun studie verlaten, de studie voltooien door het afleggen van een eindexamen inclusief de verdediging van een bachelorscriptie, of doorgaan naar een masteropleiding, waar een smallere specialisatie kan worden bereikt.
Een masterstudie bestaat uit een vijf of zes jaar durende opleiding, of als een tweejarig programma na het behalen van een bachelordiploma.
Ten slotte kan ook een ingenieursdiploma worden behaald dat voornamelijk betrekking heeft op technische en economische gebieden.

### Hogescholen
Een hogeschool (vyšší odborná škola) biedt de nodige kwalificaties voor veeleisende technische activiteiten waarvoor geen universitair diploma vereist is. De programma's duren minimaal twee jaar en maximaal drie en een half jaar. De afgestudeerde ontvangt de titel DiS (diplomovaný specialista, gediplomeerd specialist).